# Campionati del mondo di ciclismo su pista 2017 - Inseguimento individuale femminile
La gara di inseguimento individuale femminile ai Campionati del mondo di ciclismo su pista 2017 si svolse il 15 aprile 2017.

## Podio
| Pos.    | Atleta            | Nazionalità |
| ------- | ----------------- | ----------- |
| Oro     | Chloé Dygert      | Stati Uniti |
| Argento | Ashlee Ankudinoff | Australia   |
| Bronzo  | Kelly Catlin      | Stati Uniti |

## Risultati

### Qualificazioni
I migliori due tempi si qualificano per la finale per l'oro, il terzo e il quarto tempo si qualificano per la finale per il bronzo.
| Pos. | Atleta               | Nazione       | Tempo    | Gap     | Note  |
| ---- | -------------------- | ------------- | -------- | ------- | ----- |
| 1    | Chloé Dygert         | Stati Uniti   | 3:22.920 |         | Q, CR |
| 2    | Ashlee Ankudinoff    | Australia     | 3:29.554 | +6.634  | Q     |
| 3    | Rebecca Wiasak       | Australia     | 3:30.938 | +8.018  | q     |
| 4    | Kelly Catlin         | Stati Uniti   | 3:31.073 | +8.153  | q     |
| 5    | Katie Archibald      | Gran Bretagna | 3:31.331 | +8.411  |       |
| 6    | Jaime Nielsen        | Nuova Zelanda | 3:31.653 | +8.733  |       |
| 7    | Kirsti Lay           | Canada        | 3:32.936 | +10.016 |       |
| 8    | Silvia Valsecchi     | Italia        | 3:33.088 | +10.168 |       |
| 9    | Gudrun Stock         | Germania      | 3:34.325 | +11.405 |       |
| 10   | Annie Foreman-Mackey | Canada        | 3:34.955 | +12.035 |       |
| 11   | Justyna Kaczkowska   | Polonia       | 3:34.958 | +12.038 |       |
| 12   | Eleanor Dickinson    | Gran Bretagna | 3:34.982 | +12.062 |       |
| 13   | Marion Borras        | Francia       | 3:36.194 | +13.274 |       |
| 14   | Kirstie James        | Nuova Zelanda | 3:36.250 | +13.330 |       |
| 15   | Francesca Pattaro    | Italia        | 3:37.531 | +14.611 |       |
| 16   | Élise Delzenne       | Francia       | 3:38.744 | +15.824 |       |
| 17   | Anna Turvey          | Irlanda       | 3:40.484 | +17.564 |       |
| 18   | Polina Pivovarova    | Bielorussia   | 3:41.497 | +18.577 |       |
| 19   | Gloria Rodríguez     | Spagna        | 3:43.369 | +20.449 |       |
| 20   | Annelies Dom         | Belgio        | 3:44.903 | +21.983 |       |
| 21   | Yumi Kajihara        | Giappone      | 3:47.356 | +24.436 |       |
| 22   | Yang Qianyu          | Hong Kong     | 3:48.449 | +25.529 |       |
| 23   | Aušrinė Trebaitė     | Lituania      | 3:56.001 | +33.081 |       |
| 24   | Daria Pikulik        | Polonia       | 4:09.892 | +46.972 |       |

- Q = qualificati per finale dell'oro
- q = qualificati per finale del bronzo
- CR = Record dei campionati

### Finali
| Pos.                 | Atleta            | Nazione     | Tempo    | Gap    |
| -------------------- | ----------------- | ----------- | -------- | ------ |
| Finale per l'oro     |                   |             |          |        |
| 1                    | Chloé Dygert      | Stati Uniti | 3:24.641 |        |
| 2                    | Ashlee Ankudinoff | Australia   | 3:31.784 | +7.143 |
| Finale per il bronzo |                   |             |          |        |
| 3                    | Kelly Catlin      | Stati Uniti | 3:30.365 |        |
| 4                    | Rebecca Wiasak    | Australia   | 3:31.173 | +0.808 |